# كاثي فينشر
كاثي فنشر (بالإنجليزية: Kathryn Andrews Fincher) فنانة تشكيلية من مواليد عام 1949، بدأت مسيرتها الفنية في الثلاثينات من عمرها، نشأت في عائلة فنية، فوالدتها كانت أيضاً رسامة. وبالرغم من تشجيع والدتها لها لرسم الوجوه، إلا أنها بدأت حياتها الفنية برسم المناظر الطبيعية و الحياة البرية، لكن بعد أن رسمت أول لوحة لها لطفل حدث تغيير في ذلك الاهتمام، و كان عنوان تلك اللوحة «النظرة الأولى» (First Look)، تحولت مسيرتها الفنية من بعد هذه اللوحة لتركز بشكل أساسي على رسم الأطفال والاهتمام بإبراز تعبيراتهم المختلفة.

## النشأة
بالرغم دراستها للفن في مقتبل عمرها إلا أن كاثرين فينشر لم تتخذ الفن كمهنة إلا بعد أن أتمت الثلاثين. قبل احترافها للفن كان شغفها الحقيقي هو رياضة التزلج على الجليد والتزلج على الماء. فقد اشتركت فينشر في بطولات عالمية كثيرة في الرياضتين، كما مثلت الولايات المتحدة الأمريكية في بطولة التزلج على الماء، حصلت أيضاًعلى المركز الثاني على مستوى الولايات المتحدة في رياضة التزلج على الماء (Trick Skier). عملت في شركة دلتا إير لاين (Delta Airline) كمضيفة جوية ونافست من خلال هذه الشركة في بطولات عالمية للتزلج على الجليد.

## الجوائز
- National Grammy Visual Arts Award and Ceremony
- "Life Time Achievement Award" – Save the Arts Foundation
- Grammy Awards 2013
- Hall of Fame - Brenau University
- Ten Years Celebration DEMDACO Gift Products

1. ↑  Kathryn Andrews Fincher Biography - Detailed Artist Biography of Kathryn Fincher نسخة محفوظة 06 أكتوبر 2011 على موقع واي باك مشين.

الوصلات الخارجية:
1. ↑  أعمال الفنانه التشكيلية الأمريكية كاثي فينشر ( Kathy A. Fincher ) الجزء الأول - ملفات أردنية نسخة محفوظة 18 سبتمبر 2016 على موقع واي باك مشين.
2. ↑  Kathy Fincher نسخة محفوظة 14 يناير 2018 على موقع واي باك مشين.